# The Elephant in the Room
The Elephant in the Room è l'ottavo album del rapper Fat Joe.

## Tracce
1. The Fugitive – 3:58 – Streetrunner
2. Ain't Sayin' Nothin' (featuring Dre & Plies) – 3:38 – Cool & Dre
3. The Crackhouse (featuring Lil Wayne) – 3:33 – Steve Morales
4. Cocababy (featuring Jackie Rubio) – 3:26 – Danja
5. Get It for Life (featuring Poo Bear) – 3:28 – DJ Khaled
6. Drop (featuring Jackie Rubio & Swizz Beatz) – 3:00 – Swizz Beatz
7. I Won't Tell (featuring J. Holiday) – 3:47 – LV, Sean C, Mario Winans
8. K.A.R. (Kill All Rats) – 4:00 – Streetrunner
9. 300 Brolic (featuring Opera Steve) – 3:11 – LV, Sean C
10. Preacher on a Sunday Morning (featuring Poo Bear) – 3:28 – Scott Storch
11. My Conscience (featuring KRS-One) – 4:11 – The Alchemist
12. That White – 3:12 – DJ Premier

Traccia bonus su iTunes
1. Whatchuu Got (featuring Rick Ross & Oz Fox) – 4:20 – The Runners